# Ixia rouxii
Ixia rouxii är en irisväxtart som beskrevs av Gwendoline Joyce Lewis. Ixia rouxii ingår i släktet Ixia och familjen irisväxter. Inga underarter finns listade i Catalogue of Life.